# Plebiscito das províncias sicilianas de 1860
O plebiscito das províncias sicilianas de 1860 ocorreu em 21 de outubro de 1860 nas províncias sicilianas do Reino das Duas Sicílias, já libertadas dos Bourbons e sob o governo da ditatura garibaldina, e sancionou a fusão da Sicília com o recém-formado Reino de Itália.

## História

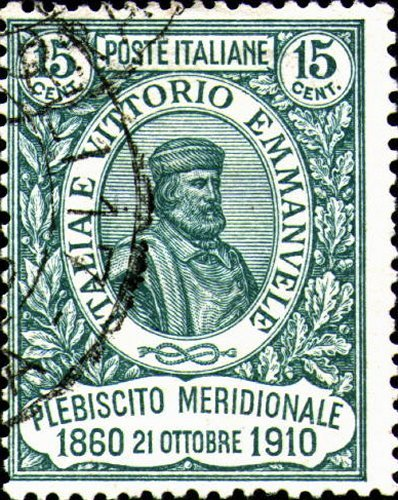
Selo do Reino da Itália emitido por ocasião do 50º aniversário do plebiscito

Em 5 de outubro de 1860, o pró-ditador da Sicília, Antonio Mordini, convocou os colégios eleitorais para o dia 21 de outubro seguinte "para eleger seus respectivos deputados" e, com um decreto de 9 de outubro, "para a convocação de uma Assembleia de representantes do povo, em Palermo, em 4 de novembro". O Parlamento Siciliano teria, assim, voltado à vida. Mas uma série de pressões, debates e disputas o levaram a modificar o decreto em 15 de outubro e a anunciar que, nessa data, teria ocorrido o plebiscito para sancionar a anexação ao Reino.
O plebiscito foi realizado em 21 de outubro, com a seguinte pergunta: "O povo siciliano deseja que a Itália seja una e indivisível, com Vítor Emanuel como rei constitucional e seus descendentes legítimos?". O texto, concebido por Francesco Crispi, foi elaborado materialmente pelo jurista Raffaele Conforti.
Os cidadãos sicilianos registrados nas listas eleitorais (ou seja, aqueles com direito a votar, por idade e sexo) eram aproximadamente 575.000 (eles não são relatados no resultado oficial).

### Resultados
| Províncias da Sicília | Províncias da Sicília | Número  | %      |
| --------------------- | --------------------- | ------- | ------ |
|                       | Sim                   | 432 053 | 99,85% |
|                       | Não                   | 667     | 0,15%  |
|                       |                       |         |        |
| Registrados           | Registrados           | n.d.    |        |
| ↳ Eleitores           | ↳ Eleitores           | n.d.    | n.d.   |
| ↳ Votos válidos       | ↳ Votos válidos       | 432 720 | n.d.   |
| ↳ Votos nulos         | ↳ Votos nulos         | n.d.    | n.d.   |

Os resultados foram proclamados pelo presidente da Corte Suprema de Justiça da Sicília, Pasquale Calvi, em 4 de novembro.
Os votos inválidos não foram levados em consideração, assim como as duas atas de Ustica e Mandanici não foram levadas em consideração por terem essas populações votado "sim" por aclamação, sem distinção de idade e sexo. As atas da comuna de Ali também não foram levadas em consideração por não oferecerem as indicações do número de eleitores, tanto para "sim" quanto para "não".

Os seguintes itens foram considerados inválidos e, portanto, excluídos:
- Primeiro, a ata dos oficiais administrativos da Intendência Militar de Messina, por terem votado "sim" os dezenove signatários na seguinte proposição:
  - Pela anexação ao Reino Italiano, representada pelo Rei constitucional.

- Segundo, a do Batalhão de Caçadores do Etna, por ter votado "sim" duzentos e trinta e seis indivíduos, com a seguinte fórmula:
  - Pela anexação ao Reino constitucional de Vítor Emanuel II e seus descendentes legítimos.

- Terceiro, a do Batalhão da Colina Siciliana, por ter os duzentos indivíduos que votaram "sim" seguindo a seguinte fórmula:
  - Pela anexação ao Governo constitucional de Vítor Emanuel II.

As três fórmulas não estão em conformidade com a proposição contida no artigo 1º do Decreto Proditatorial de 15 de outubro passado..
Por fim, não pôde ser admitida uma escritura pública, vinda de Turim, que aqui chegou e foi apresentada à Corte Suprema de Justiça, a qual demonstra que dezenove indivíduos sicilianos se apresentaram em Turim ao notário Giovanni Signorelli, que solicitou o registro de seu voto espontâneo, expresso respectivamente como "sim", sobre a seguinte proposição::
- Sobre a questão da anexação imediata daquela parte da Itália ao Reino constitucional de Vítor Emmanuel e seus descendentes.

O que todos podem ver como é diferente do indicado no referido Decreto.

### A anexação
Em 2 de dezembro de 1860, às 11h, no Palazzo Reale de Palermo Antonio Mordini apresentou os resultados do plebiscito a Vítor Emanuel II.
Sua Majestade o Rei, ao aceitar para si e para os seus descendentes legítimos o resultado do plebiscito, expressa o quanto é grato pelo fato de a Ilha da Sicília, famosa pelas suas tradições nacionais, já ligada à sua Casa por memórias antigas e recentes, se unir agora à livre família italiana e contribuir assim para a grande obra da unificação da independência nacional.
A anexação foi formalizada com o decreto real n.º 4499 de 17 de dezembro de 1860 ("As províncias sicilianas tornar-se-ão parte integrante do Estado italiano a partir da data deste decreto"), publicado no Diário Oficial do Reino, n.º 306 de 26 de dezembro de 1860.

## Na cultura popular

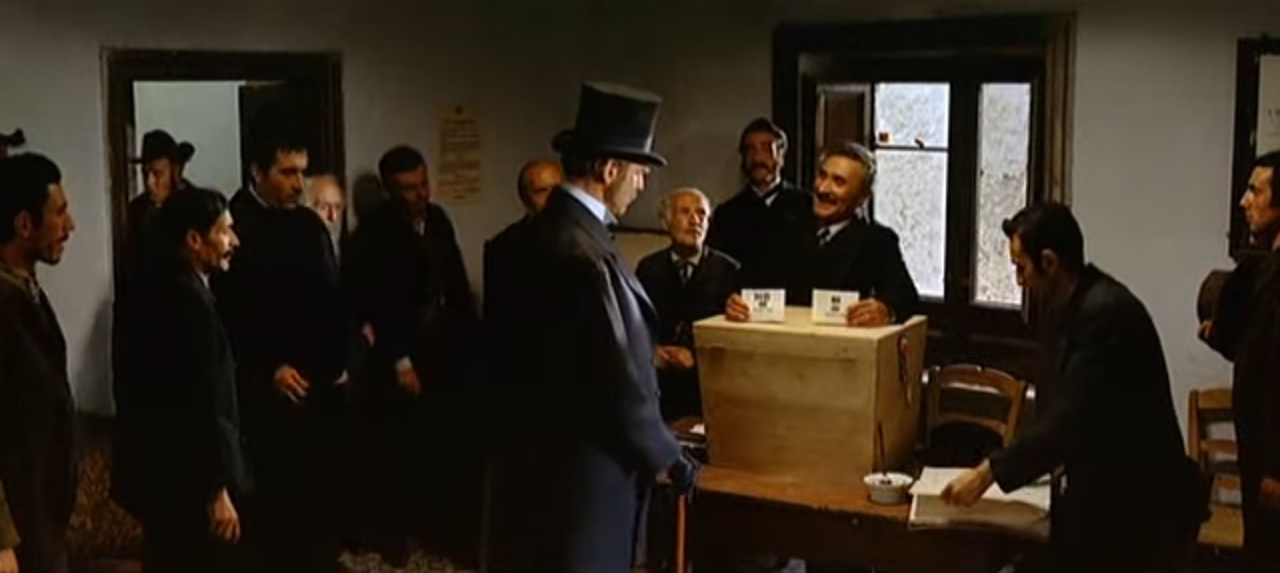
O plebiscito de Donnafugata, no filme O Leopardo de Luchino Visconti (1963)

O plebiscito das províncias sicilianas de 1860 é narrado por Giuseppe Tomasi di Lampedusa no famosíssimo romance Il gattopardo.
Em 1963, o diretor Luchino Visconti fez um filme de mesmo nome, que ganhou a Palma de Ouro no Festival de Cinema de Cannes.

### Filmografia
- O Leopardo, dirigido por Luchino Visconti, Itália, 1963
- Il Gattopardo, minissérie de TV distribuída pela Netflix, 2025

## Outros projetos
- Media relacionados com Plebiscito das províncias sicilianas de 1860 no Wikimedia Commons

Predefinição:Expedição dos Mil